# 圣伯多禄宗徒圣殿
圣伯多禄宗徒圣殿（Basilica di San Pietro Apostolo）是意大利比萨的一座罗马天主教宗座圣殿，位于市中心以西7公里。此处曾经是现在已经消失了的比萨港（Porto Pisano）。根据传统，在公元44年，圣伯多禄从安提阿来到意大利，在此登陆
考古发掘表明在该地区的早期基督教建筑，修建在罗马建筑之上，后来又被中世纪早期（8-9世纪）更大的教堂取代。目前的建筑，在10世纪开始，在11世纪末12世纪初重新装修，可能建于阿诺河洪水之后。入口位于北侧。

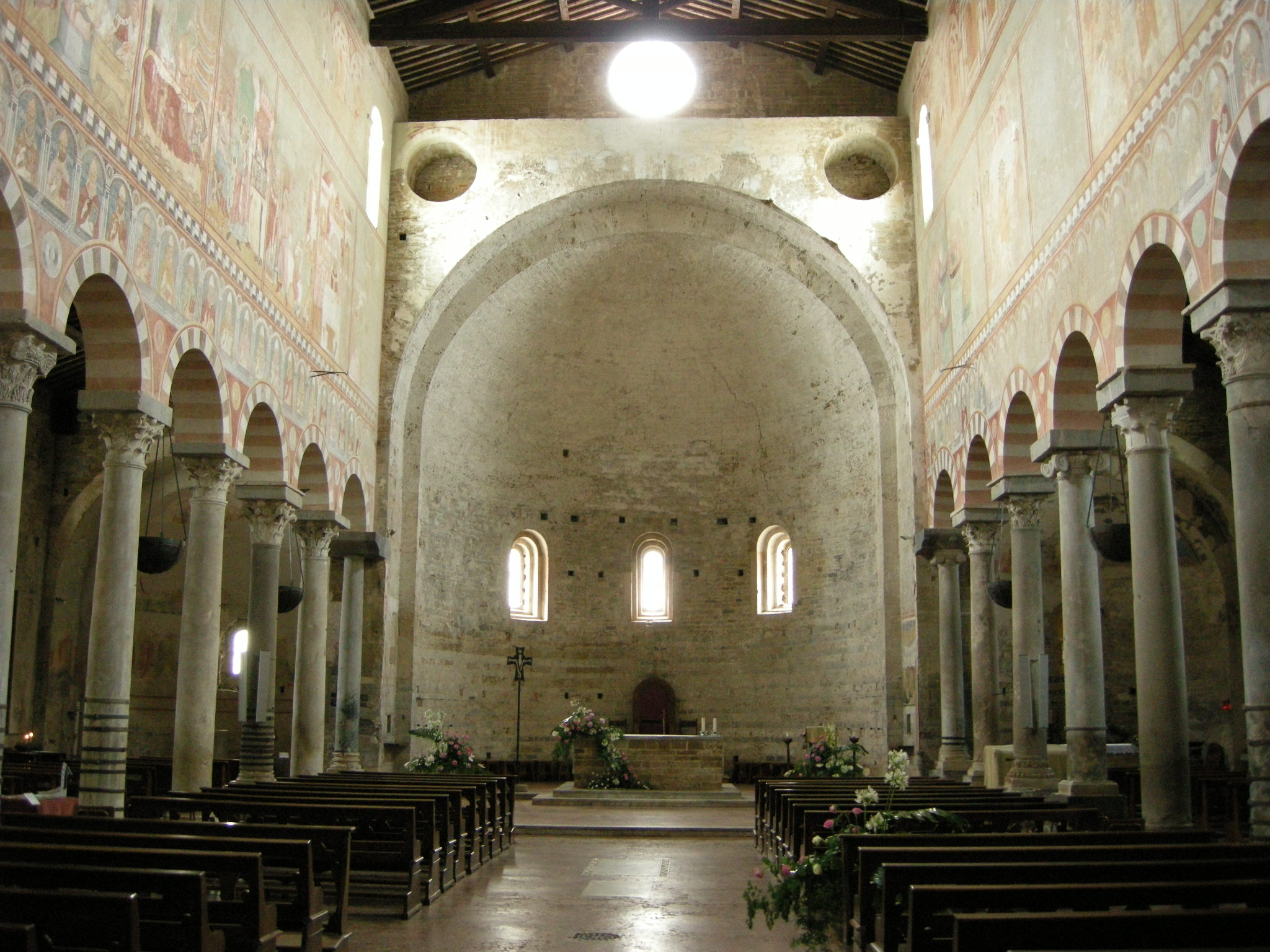

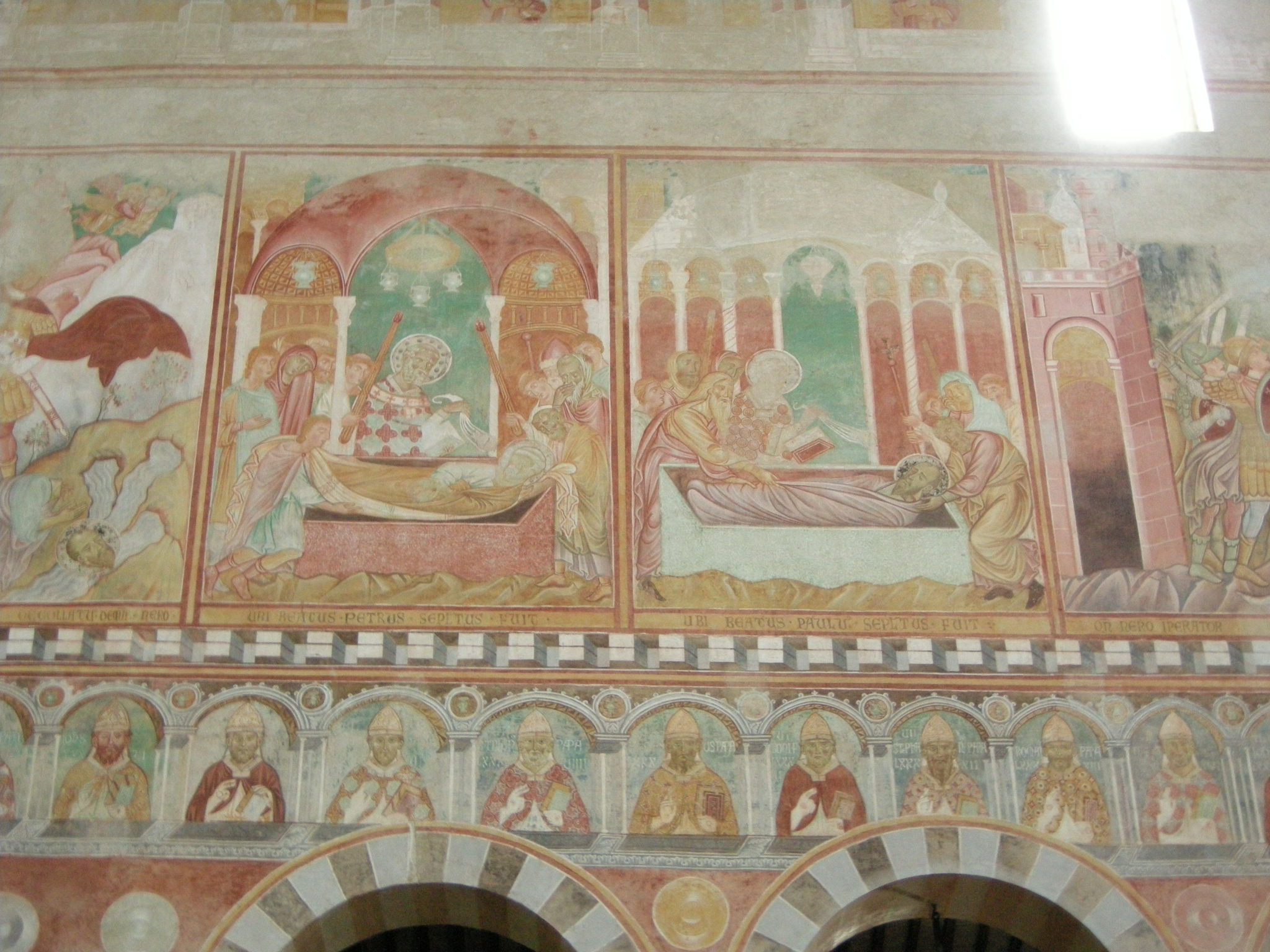

12世纪的钟楼毁于1944年，仅恢复了底座。